# Guvernul Iuliu Maniu (1)
Guvernul Iuliu Maniu (1) a fost un consiliu de miniștri care a guvernat România în perioada 10 noiembrie 1928 - 6 iunie 1930.

## Componența
- Președintele Consiliului de Miniștri

Iuliu Maniu (10 noiembrie 1928 - 6 iunie 1930)
- Ministrul de interne

Alexandru Vaida Voievod (10 noiembrie 1928 - 6 iunie 1930)
- Ministrul de externe

George G. Mironescu (10 noiembrie 1928 - 6 iunie 1930)
- Ministrul finanțelor

Mihai Popovici (10 noiembrie 1928 - 15 octombrie 1929)
ad-int. Iuliu Maniu (15 -26 octombrie 1929)
ad-int. Virgil Madgearu (26 octombrie - 14 noiembrie 1929)
Virgil Madgearu (14 noiembrie 1929 - 6 iunie 1930)
- Ministrul justiției

Grigore Iunian (10 noiembrie 1928 - 7 martie 1930)
Voicu Nițescu (7 martie - 6 iunie 1930)
- Ministrul instrucțiunii publice

Nicolae Costăchescu (10 noiembrie 1928 - 14 noiembrie 1929)
14 noiembrie 1929 - Ministerul a fost contopit cu Ministerul culturii și artelor, formând Ministerul Instrucțiunii Publice și Cultelor
- Ministrul cultelor și artelor

Aurel Vlad (10 noiembrie 1928 - 14 noiembrie 1929)
14 noiembrie 1929 - Ministerul a fost contopit cu Ministerul instrucțiunii publice, formând Ministerul Instrucțiunii Publice și Cultelor
- Ministrul instrucțiunii publice și cultelor

Nicolae Costăchescu (14 noiembrie 1929 - 6 iunie 1930)
- Ministrul de război

General Henri Cihoski (10 noiembrie 1928 - 5 aprilie 1930)
ad-int. Iuliu Maniu (5- 14 aprilie 1930)
General Nicolae Condeescu (14 aprilie 1930 - 6 iunie 1930)
- Ministrul agriculturii și domeniilor

Ion Mihalache (10 noiembrie 1928 - 6 iunie 1930)
- Ministrul industriei și comerțului

Virgil Madgearu (10 noiembrie 1928 - 14 noiembrie 1929)
Aurel Vlad (14 noiembrie 1929 - 7 martie 1930)
Eduard Mirto (7 martie - 6 iunie 1930)
- Ministrul muncii, cooperației și asigurării sociale

Ion Răducanu (10 noiembrie 1928 - 14 noiembrie 1929)
14 noiembrie 1929 - Ministerul a fost contopit cu Ministerul sănătății și ocrotirii sociale, formând Ministerul muncii, sănătății și ocrotirii sociale
- Ministrul sănătății și ocrotirii sociale

Sever Dan (10 noiembrie 1928 - 14 noiembrie 1929)
14 noiembrie 1929 - Ministerul a fost contopit cu Ministerul muncii, cooperației și asigurării sociale, formând Ministerul muncii, sănătății și ocrotirii sociale
- Ministrul muncii, sănătății și ocrotirii sociale

Ion Răducanu (14 noiembrie 1929 - 6 iunie 1930)
- Ministrul lucrărilor publice

ad-int. Pantelimon Halippa (10 noiembrie 1928 - 14 noiembrie 1929)
14 noiembrie 1929 - Ministerul a fost contopit cu Ministerul comunicațiilor, formând Ministerul lucrărilor publice și comunicațiilor
- Ministrul comunicațiilor

General Nicolae Alevra  (10 noiembrie 1928 - 15 octombrie 1929)
ad-int. Voicu Nițescu (15 octombrie - 14 noiembrie 1929)
14 noiembrie 1929 - Ministerul a fost contopit cu Ministerul lucrărilor publice, formând Ministerul lucrărilor publice și comunicațiilor
- Ministrul lucrărilor publice și comunicațiilor

ad-int. Pantelimon Halippa (14 noiembrie 1929 - 6 iunie 1930)
- Ministru de stat

Pantelimon Halippa (10 noiembrie 1928 - 6 iunie 1930)
- Ministru de stat

Sever Bocu (10 noiembrie 1928 - 6 iunie 1930)
- Ministru de stat

Voicu Nițescu (10 noiembrie 1928 - 6 iunie 1930)
- Ministru de stat

Teofil Sauciuc-Săveanu (10 noiembrie 1928 - 6 iunie 1930)

## Sursa
- Stelian Neagoe - "Istoria guvernelor României de la începuturi - 1859 până în zilele noastre - 1995" (Ed. Machiavelli, București, 1995)

| Precedat(ă) de: Guvernul Vintilă I.C. Brătianu | Guvernul Iuliu Maniu (1) 10 noiembrie 1928 - 6 iunie 1930 | Succedat(ă) de: Guvernul George G. Mironescu (1) |